# Auchy-la-Montagne
Auchy-la-Montagne är en kommun i departementet Oise i regionen Hauts-de-France i norra Frankrike. Kommunen ligger i kantonen Crèvecœur-le-Grand som tillhör arrondissementet Beauvais. År 2022 hade Auchy-la-Montagne 561 invånare.

## Befolkningsutveckling
Antalet invånare i kommunen Auchy-la-Montagne
| Referens: INSEE |